# DFS 346
DFS 346 - foi uma aeronave de alta velocidade projetada pela Alemanha nas últimas fases da II Guerra Mundial. A aeronave não terminada, foi capturada pelos soviéticos. Após o fim da guerra, foi levada para a URSS e remontada.
Os soviéticos alegaram que o aparelho teria quebrado a barreira do som, mas pesquisas posteriores, colocaram estas afirmações em dúvida.

## História
O DFS 346 foi um projeto paralelo ao DFS 228, um planador para altitudes extremas equipado com motor de foguete. Foi projetado por por Felix Kracht no Instituto alemão para pesquisas de vôo planado (Deutsche Forschungsanstalt für Segelflug - DFS).
O DFS 346 possuía uma aerodinâmica simples. Com ele os designers esperavam quebrar a barreira do som. Era quase como um foguete.
Possuía uma cápsula de salvamento para o piloto derivada  do DFS 54 desenvolvido anteriormente. Este ficava deitado no cockpit, como no DFS 228.
Seria utilizado em missões de reconhecimento aéreo sobre a Inglaterra. Era planejado que fosse rebocado por um avião. Os alemães usariam para este fim, o Dornier Do 217. Após ser liberado pelo avião rebocador, os motores Walter-509B eram acionados. Esperava-se que ele atingisse a velocidade de 2,6 Mach e altitude de 30.500 pés, quando seus motores eram desligados. Faria um voo descendente mas ainda em alta velocidade. Depois de completada a missão os motores seriam religados para que ele novamente ganhasse altitude. Após o consumir todo o combustível retornaria para a sua base na Alemanha ou França em voo planado.
Sua fuselagem era um totalmente metálica, com asas medianas enflechadas. Foi montado na fábrica da  Siebel onde foi  capturado pelos soviéticos. Em 22 de outubro 1946 a equipe OKB-2, chefiada por Hans Rossing e Alexander Bereznyak tornou-se responsável por seu desenvolvimento. Para distanciá-la de sua origem alemã, os soviéticos denominaram-na simplesmente Samolyot 346 (Samolyot= aeronave). A aeronave foi concluída e testada em um túnel de vento, mas apresentou problemas aerodinâmicos. O sistema de salvamento foi testado, com sucesso, em um North American B-25 Mitchell.
Em 1947, um novo protótipo foi construído tendo como base os resultados dos testes feitos no túnel de vento. Este, denominado 346-P, era simplesmente um planador não motorizado. No entanto, carregava um lastro utilizado para simular o peso do motor e do combustível que teria que suportar.
Foi instalado sob um Boeing B-29 Superfortress apreendido em Vladivostok durante a guerra, e pilotado com êxito por Wolfgang Zeise em uma série de testes bem sucedidos. Isto levou à construção de mais três protótipos, destinados a testar sua potência.
O 346-1 incorporou pequenas melhorias aerodinâmicas sobre o 346-P, e foi pela primeira vez pilotado por Zeise em 30 de setembro de 1948 com motores "falsos" instalados. Zeise acidentou-se ao pousar e ficou gravemente ferido. O avião foi reparado e o piloto de testes russo P. Kasmin voou com o 346-1 no inverno de 1950-51. Em 10 de maio de 1951, Zeise, retornou ao programa e voou nos protótipos 346-2 e 346-3 não motorizados.
O 346-3 já era plenamente operacional e o primeiro voo com a propulsão dos motores de foguete ocorreu em 13 de Agosto de 1951, no entanto, apenas um dos motores foi acionado. O avião atingiu Mach 0,9 no teste.

## Fim do projeto
Zeise voou em 2 de setembro e 14 de setembro de 1951. Neste último voo, no entanto, ocorreu novo acidente. Após a decolagem, os motores foram acionados e ele alcançou 900km/h. Subitamente o piloto perdeu o controle do aparelho que começou a perder altitude. A 6.500m de altitude, Zeise aciona o sistema de emergência, e consegue pousar em segurança. Entretanto, avião ficou totalmente destruído. Em seguida, o programa foi cancelado.

## Imagens
|  | Vista em três ângulos do DFS 346-1.Corte do 346-3. |